# Långtjärnen (Ådals-Lidens socken, Ångermanland, 703778-155776)
Långtjärnen är en sjö i Sollefteå kommun i Ångermanland och ingår i Ångermanälvens huvudavrinningsområde. Sjön har en area på 0,083 kvadratkilometer och ligger 200 meter över havet.

## Delavrinningsområde
Långtjärnen ingår i det delavrinningsområde (703423-155695) som SMHI kallar för Utloppet av Moforsens dämningsområde. Medelhöjden är 190 meter över havet och ytan är 47,67 kvadratkilometer. Räknas de 2332 avrinningsområdena uppströms in blir den ackumulerade arean 21 302,88 kvadratkilometer. Avrinningsområdets utflöde Ångermanälven mynnar i havet. Avrinningsområdet består mestadels av skog (80 procent). Avrinningsområdet har 1,49 kvadratkilometer vattenytor vilket ger det en sjöprocent på 3,1 procent. Bebyggelsen i området täcker en yta av 0,44 kvadratkilometer eller 1 procent av avrinningsområdet.